# 71号科罗拉多州州道
71号科罗拉多州州道（英語：Colorado State Highway 71，SH-71）是美国科罗拉多州东部的一条南-北走向的州级公路，全长224英里（360），南起奧特羅縣县治拉洪塔西南的廷帕斯接350号美国国道（US-350），北至内布拉斯加州边界接71号内布拉斯加州州道（N-71）。

## 外部连接
维基共享资源上的相關多媒體資源：71号科罗拉多州州道